# L'Austriade
L'Austriade (en espagnol : La Austríada) est un poème épique de vingt-quatre chants écrit par Juan Rufo et publié en 1584.

## Sujet
Le poème, centré sur la vie de Juan d'Autriche, rend compte de plusieurs événements historiques, commençant par la révolte des Alpujarras et terminant par la bataille de Lépante.

## L'édition
La dédicace, dirigée à la Sacra, Cesárea Real Majestad de la Emperatriz de Romanos, reina de Bohemia y Hungría, etc., est signée du 20 mars 1582.
Dans l'introduction apparaissent des sonnets de Pedro Gutiérrez Rufo (frère de l'auteur), Miguel de Baeza Montoya (es), Luis de Vargas, Diego de Rojas Manrique, Francisco Cabero, Luis de Góngora et Miguel de Cervantes, ainsi que des stances de Lupercio Leonardo de Argensola.
Ce poème épique est composé de 24 chants.
À noter qu'il existe une autre œuvre contemporaine de celle-ci ayant le même titre et dont l'auteur est Juan Latino.

## Réception
Dans le chapitre VI de Don Quichotte, L'Austriade est l'un des livres que Cervantes sauve dans la fiction, dans la scène de la bibliothèque de Don Quichotte, un autodafé des romans de chevalerie :

« — [...] En voici trois autres qui viennent ensemble. Ce sont l’Araucana de don Alonzo de Ercilla, l’Austriade de Juan Rufo, juré de Cordoue, et le Monserrat de Cristóbal de Virués, poète valencien.

— Tous les trois, dit le curé, sont les meilleurs qu’on ait écrits en vers héroïques dans la langue espagnole, et ils peuvent le disputer aux plus fameux d’Italie. Qu’on les garde comme les plus précieux bijoux de poésie que possède l’Espagne. »

— Miguel de Cervantes, « Chapitre VI », Don Quichotte
Miguel de Cervantes n'en reste pas là et compose en plus le poème A la Austriada de Juan Rufo.
Luis de Góngora lui dédie le sonnet XLV, A Juan Rufo, de su Austríada :
« Cantastes, Rufo, tan heroicamente

De aquel César novel la augusta historia,

Que está dudosa entre los dos la gloria

Y a cuál se deba dar ninguno siente.

Y así la Fama, que hoy de gente en gente

Quiere que de los dos la igual memoria

Del tiempo y del olvido haya victoria,

Ciñe de lauro a cada cual la frente.

Debéis con gran razón ser igualados,

Pues fuistes cada cual único en su arte:

Él solo en armas, vos en letras solo,

Y al fin ambos igualmente ayudados:

Él de la espada del sangriento Marte,

Vos de la lira del sagrado Apolo. »
— Luis de Góngora, A Juan Rufo, de su Austríada
Ce livre fait par ailleurs partie de la sélection des ouvrages qui ont inspiré Luis de Góngora et qui ont été exposés lors d'une exposition de la Bibliothèque nationale d'Espagne à Madrid.

## Version de référence
- (es) Juan Rufo, La Austríada, Madrid, en casa de Alonso Gomez, 1864, 2-136 p. (OCLC 645196594, lire en ligne)Il ne s'agit pas de l'ouvrage original mais d'une compilation de plusieurs poèmes. L'Austriade se trouve des pages 2 à 136 du livre numérisé ici en lien.